# Kashif (Musiker)
Kashif (gebürtig: Michael Jones; * 26. Dezember 1959 in Brooklyn, New York; † 25. September 2016 in Los Angeles, Kalifornien) war ein US-amerikanischer R&B-Sänger, -Songwriter und -Produzent. Er spielt darüber hinaus mehrere Instrumente.  Obwohl seine Arbeit für andere Künstler wie Whitney Houston erfolgreicher war, hatte er auch einige Erfolge unter dem Namen Kashif, den er annahm, nachdem er zum Islam konvertierte.

## Biografie
Bevor Kashif 1983 seine Solo-Karriere startete, hatte er bereits Songs für Künstler wie Tavares, Melba Moore, Evelyn "Champagne" King oder Howard Johnson geschrieben und deren Platten produziert. Außerdem war er mit 15 Jahren Mitglied der Funk-Band B.T. Express gewesen.
Zwischen 1983 und 1990 hatte er 17 Hits in den amerikanischen R&B-Charts, hauptsächlich für die Plattenfirma Arista: I Just Gotta Have You (Lover Turn Me on) (1983), Baby Don't Break Your Baby's Heart (1984) sowie Personality (1989) waren Top-10-Hits. Darüber hinaus waren es Duettaufnahmen, die sich hoch platzieren konnten: Love on the Rise (1985, mit Kenny G), Love the One I'm with (A Lot of Love) (1986, mit Melba Moore) und Love Changes (1987, mit Meli’sa Morgan). Der Top-20-Hit Reservations for Two mit Dionne Warwick war 1987 die einzige seiner Singles, die auch den Sprung in die Pop- (Platz 62) und Adult-Contemporary-Charts (Platz 7) schaffte.
Bemerkenswert war seine Zusammenarbeit mit Whitney Houston: Kashif arrangierte und produzierte 1985 auf deren über 22 Millionen Mal verkauften Debütalbum die beiden ersten Lieder: Thinking About You und You Give Good Love, das als Houstons Durchbruch auf dem US-amerikanischen Plattenmarkt gilt und die Top-10 der Single-Charts erreichte. Bei Thinking About You hatte Kashif auch an der Komposition mitgewirkt. Eine weitere Zusammenarbeit mit Houston folgte auf deren zweiten Album Whitney (1987), das rund 20 Millionen Mal verkauft wurde. Kashif produzierte den Song Where You Are. Houston revanchierte sich und sang auf Kashifs Album Love Changes die Backgroundstimme bei Fifty Ways (to Fall in Love).
Kashifs große Zeit endete um 1990, wahrscheinlich auch weil sich Trends änderten und New Jack Swing bzw. Hip-Hop mehr und mehr die Charts bestimmten. Er war jedoch weiterhin im Musikgeschäft aktiv und veröffentlichte hin und wieder Alben.

## Diskografie

### Alben
| Jahr | Titel                         | Höchstplatzierung, Gesamtwochen, AuszeichnungChartplatzierungen (Jahr, Titel, Platzierungen, Wochen, Auszeichnungen, Anmerkungen) | Höchstplatzierung, Gesamtwochen, AuszeichnungChartplatzierungen (Jahr, Titel, Platzierungen, Wochen, Auszeichnungen, Anmerkungen) | Anmerkungen |
| Jahr | Titel                         | US | R&B | Anmerkungen |
| ---- | ----------------------------- | --- | --- | ----------- |
| 1983 | Kashif (1983) Arista          | US54 (33 Wo.)US | R&B10 (46 Wo.)R&B |             |
| 1984 | Send Me Your Love Arista      | US51 (21 Wo.)US | R&B4 (37 Wo.)R&B |             |
| 1985 | Condition of the Heart Arista | US144 (14 Wo.)US | R&B32 (19 Wo.)R&B |             |
| 1987 | Love Changes Arista           | US118 (19 Wo.)US | R&B17 (32 Wo.)R&B |             |
| 1989 | Kashif (1989) Arista          | — | R&B29 (20 Wo.)R&B |             |

Weitere Alben
- 1998: Who Loves You? (Expansion)
- 2004: Music From My Mind (Brooklyn Boy)

### Kompilationen
- 1992: The Best of Kashif
- 1998: The Definitive Collection
- 2002: The Best of Kashif
- 2017: Help Yourself to My Love - The Arista Anthology

### Singles
| Jahr | Titel Album                                                 | Höchstplatzierung, Gesamtwochen, AuszeichnungChartplatzierungen (Jahr, Titel, Album, Platzierungen, Wochen, Auszeichnungen, Anmerkungen) | Höchstplatzierung, Gesamtwochen, AuszeichnungChartplatzierungen (Jahr, Titel, Album, Platzierungen, Wochen, Auszeichnungen, Anmerkungen) | Höchstplatzierung, Gesamtwochen, AuszeichnungChartplatzierungen (Jahr, Titel, Album, Platzierungen, Wochen, Auszeichnungen, Anmerkungen) | Höchstplatzierung, Gesamtwochen, AuszeichnungChartplatzierungen (Jahr, Titel, Album, Platzierungen, Wochen, Auszeichnungen, Anmerkungen) | Anmerkungen        |
| Jahr | Titel Album                                                 | UK | US | R&B | Dance | Anmerkungen        |
| ---- | ----------------------------------------------------------- | --- | --- | --- | --- | ------------------ |
| 1983 | I Just Gotta Have You (Lover Turn Me On) Kashif (1983)      | UK79 (5 Wo.)UK | — | R&B5 (20 Wo.)R&B | Dance28 (10 Wo.)Dance |                    |
| 1983 | Stone Love Kashif (1983)                                    | — | — | R&B22 (12 Wo.)R&B | — |                    |
| 1983 | Help Yourself to My Love Kashif (1983)                      | — | — | R&B28 (12 Wo.)R&B | — |                    |
| 1984 | Baby Don’t Break Your Baby’s Heart Send Me Your Love        | — | — | R&B6 (16 Wo.)R&B | Dance40 (6 Wo.)Dance |                    |
| 1984 | Are You the Woman Send Me Your Love                         | — | — | R&B25 (12 Wo.)R&B | — |                    |
| 1984 | Ooh Love Send Me Your Love                                  | — | — | R&B75 (6 Wo.)R&B | — |                    |
| 1985 | Condition of the Heart                                      | — | — | R&B34 (15 Wo.)R&B | — |                    |
| 1986 | Dancing in the Dark (Heart to Heart) Condition of the Heart | — | — | R&B36 (9 Wo.)R&B | — |                    |
| 1987 | Reservations for Two Love Changes                           | — | US62 (7 Wo.)US | R&B20 (15 Wo.)R&B | — | mit Dionne Warwick |
| 1987 | Love Changes                                                | — | — | R&B2 (19 Wo.)R&B | — | mit Meli’sa Morgan |
| 1988 | Love Me All Over Love Changes                               | — | — | R&B14 (13 Wo.)R&B | — |                    |
| 1988 | Loving You Only Love Changes                                | — | — | R&B66 (7 Wo.)R&B | — |                    |
| 1989 | Personality Kashif (1989)                                   | — | — | R&B6 (17 Wo.)R&B | — |                    |
| 1990 | Ain’t No Woman (Like the One I’ve Got) Kashif (1989)        | — | — | R&B33 (11 Wo.)R&B | — |                    |

Weitere Singles
- 1983: Say Something Love

### Gastbeiträge
| Jahr | Titel Album                                         | Höchstplatzierung, Gesamtwochen, AuszeichnungChartplatzierungen (Jahr, Titel, Album, Platzierungen, Wochen, Auszeichnungen, Anmerkungen) | Höchstplatzierung, Gesamtwochen, AuszeichnungChartplatzierungen (Jahr, Titel, Album, Platzierungen, Wochen, Auszeichnungen, Anmerkungen) | Höchstplatzierung, Gesamtwochen, AuszeichnungChartplatzierungen (Jahr, Titel, Album, Platzierungen, Wochen, Auszeichnungen, Anmerkungen) | Höchstplatzierung, Gesamtwochen, AuszeichnungChartplatzierungen (Jahr, Titel, Album, Platzierungen, Wochen, Auszeichnungen, Anmerkungen) | Anmerkungen     |
| Jahr | Titel Album                                         | UK | US | R&B | Dance | Anmerkungen     |
| ---- | --------------------------------------------------- | --- | --- | --- | --- | --------------- |
| 1985 | Love on the Rise Gravity                            | UK87 (1 Wo.)UK | — | R&B24 (13 Wo.)R&B | — | mit Kenny G     |
| 1986 | Love the One I’m With (A Lot of Love) A Lot of Love | — | — | R&B5 (15 Wo.)R&B | — | mit Melba Moore |
| 1988 | I’m in Love                                         | — | — | R&B13 (12 Wo.)R&B | — | mit Melba Moore |